# Die Taube (Süskind)
Die Taube ist der Titel einer Novelle aus dem Jahr 1987 von Patrick Süskind.

## Handlung
„Als ihm die Sache mit der Taube widerfuhr, die seine Existenz von einem Tag zum andern aus den Angeln hob, war Jonathan Noel schon über fünfzig Jahre alt, blickte auf eine wohl zwanzigjährige Zeitspanne von vollkommener Ereignislosigkeit zurück und hätte niemals mehr damit gerechnet, dass ihm überhaupt noch irgend etwas anderes Wesentliches würde widerfahren können als dereinst der Tod.“
Nach zwei drastischen Erlebnissen in seiner Vergangenheit (die Deportation seiner Eltern in ein Konzentrationslager und seine missglückte Ehe), an die er sich am liebsten gar nicht mehr erinnert, zieht Jonathan Noel ein ereignisloses Leben vor.
Er zieht nach Paris, wo er eine Arbeit als Wachmann einer Bank findet. Er lebt in einem Zimmer ohne jeden Komfort, welches ihm aber einen sicheren und verlässlichen Hafen bietet. Um diese Sicherheit und Gleichförmigkeit zu garantieren, erwirbt er das Zimmer per Mietkauf: Nur noch eine Rate ist fällig, dann gehört es ihm. Sein Tagesablauf ist minutiös festgelegt, er lebt genügsam, gewissenhaft und einsiedlerisch. Den Kontakt zu anderen Menschen vermeidet er bewusst. Eines Freitagmorgens im August 1984, sitzt unerwartet eine Taube vor seiner Zimmertür, die durch ein geöffnetes Fenster in den gemeinsamen Hausflur gekommen sein muss. Die Taube versetzt Jonathan in Angst und Schrecken. Er verschanzt sich erst in seinem Zimmer und wagt es nicht mehr, den Flur zu betreten. Er versucht, an seinem routinierten Tagesablauf festzuhalten, verlässt das Zimmer dann aber nur, weil er zur Arbeit muss. Schwer vermummt in Winterkleidung wagt er mit gepacktem Koffer den Ausfall aus seinem Zimmer. Er ist überzeugt, nicht mehr zurückkehren zu können.
Auf dem Weg zur Bank führt er ein kurzes Gespräch mit der Concierge des Hauses. Da er sich ständig von ihr beobachtet fühlt, und dies als übergriffig empfindet, will er ihr in seinem aufgebrausten Zustand die Meinung dazu sagen. Er kann seine Wut aber nicht äußern und informiert sie lediglich über die Taube, hat jedoch keine Hoffnung, dass sie etwas unternehmen wird.
Durch die Taube aus dem Gleichgewicht gebracht, wird der Tag für Jonathan zum Desaster.
Am Vormittag verpasst er es, der Limousine seines Chefs rechtzeitig das Tor zu öffnen, was ihm als unverzeihliches Vergehen erscheint. In der Mittagspause mietet er in einem Hotel das billigste Zimmer, um nicht mehr nach Hause zurückkehren zu müssen. Dann reißt er an einer Parkbank versehentlich ein Loch in seine Hose. Den Nachmittag hält er dann mit notdürftig geflickter Hose wieder Wache vor der Bank. Dabei verfällt Jonathan in Grübelei und durchleidet seinen Wachdienst schwitzend in der Sommersonne. Er verweigert sich selbst jede Linderung und empfindet einen brennenden Hass auf seine Umwelt. Innerlich phantasiert er davon, seinen Hass mit Gewalt auszudrücken und mit seiner Dienstwaffe um sich zu schießen. Er bleibt allerdings untätig, da er seine Gefühle nicht ausdrücken und sich seiner Umwelt nicht mitteilen kann. Er ist „kein Täter, sondern ein Dulder“.
Beim Dienstschluss empfindet Jonathan sich als von seinem Körper getrennt, während er mit anderen Mitarbeitern die Bank verriegelt, und im dienstlichen Rahmen unpersönliche Höflichkeiten austauscht. Er lässt sich dann anfangs mit der Menge der Fußgänger treiben, spürt aber durch den körperbetonten Akt des Gehens, wie sich Körper und Geist einander wieder annähern. Er setzt daraufhin seinen Spaziergang mehrere Stunden durch Paris fort, ehe er Hunger und Müdigkeit verspürt. Wieder im Hotelzimmer, verspeist er sein unterwegs gekauftes Abendessen, welches ihm größten Genuss bereitet. Dennoch entscheidet er vor dem Einschlafen, dass er sich am Folgetag umbringen will.
In den frühen Morgenstunden gibt es ein heftiges Gewitter. Aus dem Schlaf gerissen, meint Jonathan zuerst, die Welt gehe unter. Da weder Tageslicht noch Geräusch in das Zimmer dringen, ist Jonathan völlig desorientiert, glaubt schließlich, er sei ein Kind im Keller seines Elternhauses, habe alles nur geträumt und draußen herrsche Krieg. Von kindlicher Angst vor dem Verlassensein überwältigt, will er um Hilfe schreien, doch gibt ihm das Geräusch prasselnden Regens seine Orientierung zurück.
Jonathan begibt sich auf den Heimweg, genießt die Eindrücke der erwachenden, regennassen Stadt und planscht mit kindlicher Freude durch die Pfützen. Als er sein Zuhause erreicht, überwindet er seine Angst vor der Taube, und betritt den Hausflur, um festzustellen, dass die Taube verschwunden ist.

## Interpretation
Süskind beschreibt Jonathan Noel als eine Person, die sich nach mehreren Traumata in der Kindheit als Erwachsener völlig abschottet und Sicherheit und Halt in Routinen und gleichbleibenden Verhältnissen sucht. Als zutiefst verunsicherte Persönlichkeit, vermeidet Jonathan alles Unberechenbare und verhält sich anderen Menschen gegenüber misstrauisch und voreingenommen. Von unvorhergesehenen Ereignissen wird Jonathan völlig überfordert, da sie ihn stark ängstigen, und er grundsätzlich von der schlimmsten möglichen Konsequenz ausgeht. Dabei steigert er sich in seinem Pessimismus in unrealistische Szenarien hinein: So ist er überzeugt, binnen Jahresfrist obdachlos zu werden, weil er das Gattertor vor der Limousine seines Chefs nicht rechtzeitig geöffnet hat. Das unvorhergesehene Auftauchen der Taube konfrontiert Jonathan mit seinem Vermeidungsverhalten, um welches herum er sein ganzes Leben aufgebaut hat. Die Taube bringt Unberechenbarkeit in seine Wohnung und deren Hausflur, dabei war für Jonathan sein Zimmer „das einzige, was sich in seinem Leben als verläßlich erwiesen hatte“.

### Trauma und Regressionsverhalten
Es liegt nahe, dass Persönlichkeitsanteile Jonathans durch das frühkindliche Trauma in ihrer kindlichen Entwicklungsphase stecken geblieben sind. Diese Anteile werden aktiviert, als Jonathan im lichtlosen Hotelzimmer erwacht, und sich selbst wieder als verlassenes Kind erlebt (Regression). Ein anderer Hinweis ist sein intensives Opfererleben beim Wachdienst vor der Bank: Das Gefühl, dass die Autofahrer seine Atemluft verpesten, weist auf einen kindlichen Egozentrismus.

### Bindungsstörung im Umgang mit Mitmenschen
Nach der Bindungstheorie nach Bowlby / Ainsworth entspricht Jonathan dem desorganisierten Bindungstyp, der mit frühkindlichem Trauma assoziiert ist. Jonathan zeigt ein klassisches Vermeidungsverhalten. Sein Pessimismus ist ein deutliches Indiz für seinen Mangel an Urvertrauen. Er vermeidet Beziehungen zu anderen Menschen, da diese für ihn unberechenbar sind. Wenn er mit ihnen in Kontakt treten muss, bleibt er auf einer funktionalistischen Gesprächsebene, ohne etwas von sich selbst preiszugeben. Dabei bemerkt er selbst, dass es deutliche Abweichungen zwischen seiner realen Wahrnehmung und seiner imaginierten Vorstellung von anderen Personen gibt, kann diese Diskrepanz aber nicht deuten und verwirft diese Erkenntnis wieder, wie im Kontakt zu Madame Rocard deutlich wird. Auch kann er seine Gefühle weder ausdrücken noch kommunizieren. Folglich hat er zu anderen Menschen keine Bindungen.
Kontaktversuche anderer Menschen bewertet Jonathan als Angriff auf seine Privatsphäre.

### Spannungsfeld zwischen Realität und Vorstellung / Körper und Geist
Wiederkehrendes Motiv der Erzählung ist die Diskrepanz zwischen Realität und Jonathans Vorstellung, auch ausgedrückt durch sein gestörtes Verhältnis zwischen Körper und Geist. Die Angst vor der Taube in Jonathans Kopf lässt ihn seine körperliche Überlegenheit gegenüber dieser völlig vergessen. Über den Tag grübelt Jonathan vor sich hin und ist unachtsam. Als er deshalb ein Loch in seine Diensthose reißt, macht er sich heftige Selbstvorwürfe und verzweifelt nahezu an einem in Wirklichkeit eigentlich undramatischen Problem. Er steigert sich in seine Ohnmacht und Verzweiflung hinein und projiziert diese schließlich als heftigen Hass auf seine Umwelt. Seine körperlichen Bedürfnisse unterdrückt er dabei und verbietet sich selbst, sich Linderung zu verschaffen (Autoaggression). Schließlich dissoziiert er und empfindet sich als von seinem Körper getrennt. Dieser psychologische Ausnahmezustand wird erst durch den körperlichen Vorgang des Gehens wieder aufgehoben, den Jonathan als „heilend“ empfindet. Er kann seine körperlichen Bedürfnisse wieder wahrnehmen (Hunger) und empfindet beim anschließenden Essen großen Genuss. Als er am nächsten Morgen den Heimweg antritt, sind es ebenfalls sinnlich-körperliche Wahrnehmungen, die ihm in kindlicher Art Genuss und Lust bereiten (Pfützen).

### Autobiographische Färbung
Süskind selbst ist sehr welt- und medienscheu. Aufgrund dieser Tatsache und eigener Aussagen (siehe Zitat) ist eine autobiographische Färbung des Textes vorstellbar. Möglicherweise plädiert Süskind mit seiner Novelle für eine reflektierte und bewusste Lebensführung, die nicht um persönliche Problembereiche herum aufgebaut ist, sondern sich aktiv damit auseinandersetzt.

## Personen
Jonathan Noel

Hauptperson. Verliert seine Eltern (Mutter wurde „nach Osten“ verschleppt und Vater ist abgehauen), wächst beim Onkel auf, der Jonathan bevormundet und für ihn entscheidet. So verpflichtet sich Jonathan auf dessen Wunsch für den Militärdienst und heiratet später Marie Baccouche, die ihn verlässt. Weil ihm die öffentliche Aufmerksamkeit zu groß ist, „traf er zum ersten Mal in seinem Leben selbst eine Entscheidung“ und beschließt ein Einsiedlerleben in Paris zu führen. Der Nachname Noel erinnert an Noël, das französische Wort für Weihnachten, bei dem ebenfalls ein Kind im Mittelpunkt des Geschehens steht.
Marie Baccouche

Ehefrau von Jonathan in vom Onkel arrangierter Ehe, der Jonathan widerstandslos zustimmt, weil er hofft, in der Ehe „endlich jenen Zustand von monotoner Ruhe und Ereignislosigkeit zu finden, der das einzige war, wonach er sich sehnte“. Sie ist schon schwanger, bevor sich die beiden kennenlernen, und brennt mit einem tunesischen Obsthändler durch.
Madame Lasalle
Eigentümerin von Jonathans Zimmer, seiner Zuflucht. Sie verkauft ihm sein Zimmer.
Madame Rocard
Concierge der Wohnung, in der Jonathan wohnt. Er hat bis zu dem Tag fast kein Wort mit ihr gewechselt, sie ist ihm zu neugierig. Jonathan hält sie für alkoholabhängig.
Monsieur Villman
Stellvertretender Direktor der Bank, in der Jonathan arbeitet.
Madame Roques
Oberkassiererin der Bank.
Monsieur Roedels
Direktor der Bank, Jonathan muss ihm jeden Morgen die Tür für seine Limousine öffnen.
Clochard (frz. Bettler)
Jonathan sieht in dem namenlosen Clochard anfangs als Symbol für eine Freiheit, die er selbst nie erlebt hat. Dies lässt ihn am eigenen Lebensentwurf zweifeln, bis er den Clochard eines Tages auf offener Straße sein Geschäft verrichten sieht. Diesen Vorgang empfindet Jonathan als derart würdelos, dass ihm sein ereignisloses Leben ohne bewusste, eigene Entscheidungen gerechtfertigt erscheint.
Madame Topell

Schneiderin im Supermarkt, die das Loch in Jonathans Diensthose reparieren soll, aber keine Zeit hat, seine Hose „sofort“ zu nähen. Sie habe vorher noch Arbeit für die nächsten drei Wochen.

## Zitat
„… als auch ich den größten Teil meines Lebens in immer kleiner werdenden Zimmern verbringe, die zu verlassen mir immer schwerer fällt. Ich hoffe aber, eines Tages ein Zimmer zu finden, das so klein ist und mich so eng umschließt, dass es sich beim Verlassen selbst mitnimmt.“

## Rezensionen
Rezensiert wurde die Novelle nach ihrem Erscheinen u. a. von der Zeit und vom Spiegel. Der Spiegel urteilte in seiner Rezension eher zurückhaltend, das Buch sei „aus der Not entnommen“ und „eine Parabel der Lebensangst“. Eine andere Sprache spricht allerdings der Absatz des Buches: „Die erste ‚Taube‘-Auflage ist bereits vergriffen, eine zweite in Vorbereitung.“ musste die Spiegel Rezension einräumen. 2013 erschien bei der diogenes Verlag Zürich die 25. Auflage des Werkes.

## Ausgaben
- Ursprüngliche Ausgabe: Patrick Süskind: Die Taube. Diogenes Verlag, Zürich 1987, 100 Seiten, 16,80 Mark.[7]
- Neueste Ausgabe: Patrick Süskind: Die Taube. 25. Auflage. Diogenes Verlag, Zürich 2013, ISBN 978-3-257-21846-6.